# جاشوا کوهن
جاشوا کوهن (انگلیسی: Joshua Cohen (writer)؛ زادهٔ ۱۹۸۰) یک رمان‌نویس اهل ایالات متحده آمریکا است. وی در مدرسه موسیقی منهتن، آهنگسازی خوانده است. آثار جاشوا کوهن در نشریاتی چون مجله هارپر، نیویورک تایمز، نکث بوک و نیویورک ابزرور به چاپ رسیده است. او در حال حاضر منتقد ادبی مجله هارپر است.

### رمان
- کادنزا برای کنسرتو ویولن اسنایدرمن (۲۰۰۷)
- بهشت دیگران (۲۰۰۸)
- کتاب اعداد (۲۰۱۵)

### مجموعه داستان
- حد نصاب (۲۰۰۵)
- پل و تونل (۲۰۱۰)
- ۴ پیام جدید (۲۰۱۲)